# Marqués

Corona de marqués.

Corona española de descendiente de marqués.

Marqués es un título nobiliario mediante el cual monarcas europeos han concedido un honor o dignidad a ciertas personas y linajes a lo largo de la historia. Su posición en la jerarquía nobiliaria europea es superior a la de conde e inmediatamente inferior a la de duque. Su forma femenina es marquesa y su señorío se denomina marquesado.
Sus orígenes se remontan a los señores de frontera del reino, llamados inicialmente marqueses, ya que tenían a su cargo la defensa de una frontera y administración de una marca dentro del Imperio carolingio. Estas marcas eran territorios fronterizos, como la Marca Hispánica, (frontera con los territorios musulmanes).

## Título de marqués en España
Los títulos nobiliarios de España son reconocidos por el rey y regulados por el Estado; su uso indebido es perseguido por la ley y en ningún caso son susceptibles de ser comprados ni vendidos y es el título que con más frecuencia se ha otorgado. La Corona española ha otorgado el título a personas que no han gozado de nobleza, como premio a sus grandes méritos o por alguna venta cuando escaseaban las arcas del monarca, lo que se dio con mayor notoriedad en los siglos XVII y XVIII. 
En 1336, Enrique II de Castilla creó el marquesado más antiguo de España en la ciudad de Villena, entregándolo sin carácter hereditario a don Alonso de Aragón y revirtiendo después a la Corona. Su inmediato sucesor en el trono, Juan I, no otorgó ningún marquesado y solamente concedió el de Santillana a favor de Iñigo López de Mendoza. Su sucesor Enrique IV de Castilla volvió a conceder el título de Marqués de Villena, que dejamos dicho revirtió a la Corona, y creó los de Astorga, Cádiz y Coria.A partir del siglo XVIII ha sido el de marqués el título que con más frecuencia se ha otorgado en la Monarquía española, existiendo en 2023 1.369 títulos de marqués, de los cuales 142 ostentan además la dignidad de grande de España.
Los marquesados, como el resto de los títulos nobiliarios, son hereditarios en la persona del hijo o hija primogénitos del último titular. El uso de tales títulos se hace extensivo a los consortes legítimos de quien ostenta la dignidad y a los cónyuges viudos mientras no contraigan nuevas nupcias. El tratamiento que corresponde a los marqueses Grandes de España es el de Excelencia y para los marqueses que no son Grandes de España, el de Ilustrísimo.

## Título de marqués en Alemania
En Alemania, Bohemia y Hungría el equivalente a los marqueses son los margraves, y los territorios que ellos controlaron fueron los margraviatos. Estos eran los títulos de dignidad otorgados a los príncipes soberanos de los estados. Por eso los marqueses alemanes suelen denominarse indistintamente como marqueses o margraves y gozaron de reconocimiento como príncipes del Imperio. 
La diferencia entre Landgrave y margrave es que landgrave es un título nobiliario específico que se clasifica como conde en ciertos condados feudales en el Sacro Imperio Romano Germánico, en la actual Alemania, mientras que margrave es un oficial administrativo militar de la era feudal de rango conital en el imperio carolingio, originalmente a cargo de una zona fronteriza.
Con el paso del tiempo, el territorio sobre el que los marqueses ejercían su jurisdicción empezó a ser llamado marquesado, como es el caso del Marquesado de Brandeburgo (en el cual comenzó la Dinastía Hohenzollern que un día llegaría a convertirse en real de Prusia e imperial alemana) o el también importante Marquesado de Baden.

## En la cultura popular
- En países como España la expresión "vivir como un marqués" es sinónimo de una vida despreocupada y opulenta.
- En El Gato con Botas el hijo del molinero se hace pasar por el Marqués de Carabás.
- Probablemente uno de los personajes más conocidos que lleva el título es el escritor francés marqués de Sade, cuya polémica vida libertina le ha pasado a ser una figura de la cultura popular.